# 이리호

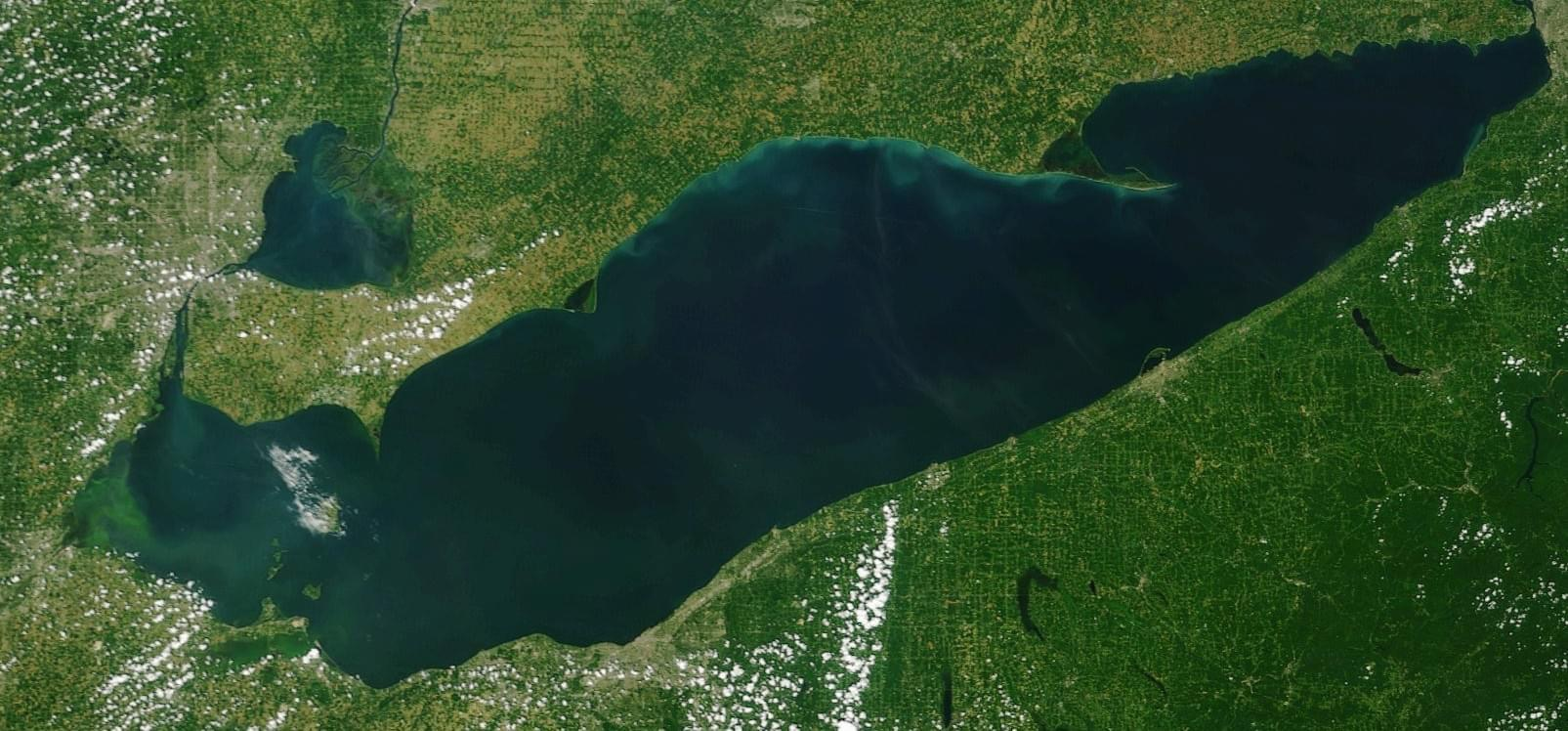
NOAA 위성이 찍은 이리호

이리호

이리호(Lake Erie)는 오대호 중 한 호수이다. 북쪽은 캐나다의 온타리오주와 닿아있으며, 남쪽은 미국의 오하이오주, 펜실베이니아주, 뉴욕주와, 서쪽은 미시간주와 닿아있다. 오대호 중 부피가 가장 작고, 가장 얕다. 나이아가라강을 통해 온타리오호와 이어진다. 면적은 2만6,720km2이다.

## 같이 보기
- 시더 포인트